# Copa del Generalísimo de fútbol 1964-65
La Copa del Generalísimo de fútbol de 1964-65 fue la 61.ª edición de la competición de Copa.
El torneo comenzó el 15 de noviembre de 1964 y finalizó el 4 de julio de 1965 resultando vencedor el Club Atlético de Madrid.

## Ronda previa

### Cuadro
| Equipo 1                          | Agr. | Equipo 2                  | Ida | Vuelta | 3er partido | 4.º partido |
| --------------------------------- | ---- | ------------------------- | --- | ------ | ----------- | ----------- |
| C. D. Mestalla                    | 6-2  | S. D. Indauchu            | 5-1 | 1-1    |             |             |
| C. D. Tenerife                    | 8-4  | C. F. Badalona            | 2-2 | 0-0    | 2-2         | 4-0         |
| Real Unión Club                   | 4-1  | Algeciras C. F.           | 4-0 | 0-1    |             |             |
| R. C. Recreativo de Huelva        | 3-0  | C. D. Hospitalet          | 3-0 | 0-0    |             |             |
| Granada C. F.                     | 6-2  | U. P. Langreo             | 6-1 | 0-1    |             |             |
| C. Atlético de Ceuta              | 3-6  | Real Sociedad de F.       | 3-2 | 0-4    |             |             |
| C. D. Málaga                      | 0-2  | Pontevedra C. F.          | 0-1 | 0-1    |             |             |
| R. C. D. Mallorca                 | 3-0  | C. D. Sabadell C. F.      | 2-0 | 1-0    |             |             |
| C. D. Orense                      | 2-5  | Onteniente C. F.          | 1-3 | 1-2    |             |             |
| Real Gijón                        | 8-3  | Real Valladolid Deportivo | 4-1 | 4-2    |             |             |
| C. Atlético Osasuna               | 2-1  | C. D. Constancia          | 2-1 | 0-0    |             |             |
| R. C. Celta de Vigo               | 3-0  | Hércules C. F.            | 2-0 | 1-0    |             |             |
| C. F. Calvo Sotelo de Puertollano | 3-1  | C. D. Europa              | 2-1 | 1-0    |             |             |
| Burgos C. F.                      | 10-4 | Melilla C. F.             | 5-0 | 5-4    |             |             |
| C. D. Baracaldo Altos Hornos      | 4-3  | Cádiz C. F.               | 4-1 | 0-2    |             |             |
| C. D. Abarán                      | 3-9  | Real Santander S. D.      | 3-3 | 0-6    |             |             |

### Partidos
| Ida; 14 de noviembre de 1964 | C. D. Mestalla | 5:1 | S. D. Indauchu |  |  |

| Vuelta; 14 de marzo de 1965 | S. D. Indauchu | 1:1 (Global 2:6) | C. D. Mestalla |  |  |

| Ida; 15 de noviembre de 1964 | C. D. Tenerife | 2:2 | C. F. Badalona |  |  |

| Vuelta; 14 de marzo de 1965 | C. F. Badalona | 0:0 | C. D. Tenerife |  |  |

| Desempate; 01 de abril de 1965 | C. D. Tenerife | 2:2 | C. F. Badalona |  |  |

| 06 de abril de 1965 | C. F. Badalona | 0:4 (Global 4:8) | C. D. Tenerife |  |  |

| Ida; 15 de noviembre de 1964 | Real Unión Club | 4:0 | Algeciras C. F. |  |  |

| Vuelta; 14 de marzo de 1965 | Algeciras C. F. | 1:0 (Global 1:4) | Real Unión Club |  |  |

| Ida; 15 de noviembre de 1964 | R. C. Recreativo de Huelva | 3:0 | C. D. Hospitalet |  |  |

| Vuelta; 14 de marzo de 1965 | C. D. Hospitalet | 0:0 (Global 0:3) | R. C. Recreativo de Huelva |  |  |

| Ida; 15 de noviembre de 1964 | Granada C. F. | 6:1 | U. P. Langreo |  |  |

| Vuelta; 14 de marzo de 1965 | U. P. Langreo | 1:0 (Global 2:6) | Granada C. F. |  |  |

| Ida; 15 de noviembre de 1964 | C. Atlético de Ceuta | 3:2 | Real Sociedad de F. |  |  |

| Vuelta; 14 de marzo de 1965 | Real Sociedad de F. | 4:0 (Global 6:3) | C. Atlético de Ceuta |  |  |

| Ida; 15 de noviembre de 1964 | C. D. Málaga | 0:1 | Pontevedra C. F. |  |  |

| Vuelta; 14 de marzo de 1965 | Pontevedra C. F. | 1:0 (Global 2:0) | C. D. Málaga |  |  |

| Ida; 15 de noviembre de 1964 | R. C. D. Mallorca | 2:0 | C. D. Sabadell C. F. |  |  |

| Vuelta; 14 de marzo de 1965 | C. D. Sabadell C. F. | 0:1 (Global 0:3) | R. C. D. Mallorca |  |  |

| Ida; 15 de noviembre de 1964 | C. D. Orense | 1:3 | Onteniente C. F. |  |  |

| Vuelta; 14 de marzo de 1965 | Onteniente C. F. | 2:1 (Global 5:2) | C. D. Orense |  |  |

| Ida; 15 de noviembre de 1964 | Real Gijón | 4:1 | Real Valladolid Deportivo |  |  |

| Vuelta; 14 de marzo de 1965 | Real Valladolid Deportivo | 2:4 (Global 3:8) | Real Gijón |  |  |

| Ida; 15 de noviembre de 1964 | C. Atlético Osasuna | 2:1 | C. D. Constancia |  |  |

| Vuelta; 14 de marzo de 1965 | C. D. Constancia | 0:0 (Global 1:2) | C. Atlético Osasuna |  |  |

| Ida; 15 de noviembre de 1964 | R. C. Celta de Vigo | 2:0 | Hércules C. F. |  |  |

| Vuelta; 14 de marzo de 1965 | Hércules C. F. | 0:1 (Global 0:3) | R. C. Celta de Vigo |  |  |

| Ida; 15 de noviembre de 1964 | C. F. Calvo Sotelo de Puertollano | 2:1 | C. D. Europa |  |  |

| Vuelta; 14 de marzo de 1965 | C. D. Europa | 0:1 (Global 1:3) | C. F. Calvo Sotelo de Puertollano |  |  |

| Ida; 15 de noviembre de 1964 | Burgos C. F. | 5:0 | Melilla C. F. |  |  |

| Vuelta; 14 de marzo de 1965 | Melilla C. F. | 4:5 (Global 4:10) | Burgos C. F. |  |  |

| Ida; 15 de noviembre de 1964 | C. D. Baracaldo Altos Hornos | 4:1 | Cádiz C. F. |  |  |

| Vuelta; 14 de marzo de 1965 | Cádiz C. F. | 2:0 (Global 3:4) | C. D. Baracaldo Altos Hornos |  |  |

| Ida; 15 de noviembre de 1964 | C. D. Abarán | 3:3 | Real Santander S. D. |  |  |

| Vuelta; 14 de marzo de 1965 | Real Santander S. D. | 6:0 (Global 9:3) | C. D. Abarán |  |  |

## Dieciseisavos de final

### Cuadro
| Equipo 1                     | Agr. | Equipo 2                          | Ida | Vuelta | 3er partido | 4.º partido |
| ---------------------------- | ---- | --------------------------------- | --- | ------ | ----------- | ----------- |
| Onteniente C. F.             | 1-6  | C. Atlético de Madrid             | 0-1 | 1-5    |             |             |
| C. D. Mestalla               | 2-7  | Real Madrid C. F.                 | 2-1 | 0-6    |             |             |
| R. C. D. Mallorca            | 3-0  | Sevilla C. F.                     | 1-0 | 2-0    |             |             |
| Real Santander S. D.         | 1-8  | C. F. Barcelona                   | 1-4 | 0-4    |             |             |
| Pontevedra C. F.             | 2-1  | Elche C. F.                       | 0-0 | 2-1    |             |             |
| C. Atlético Osasuna          | 4-2  | Real Oviedo C. F.                 | 3-1 | 1-1    |             |             |
| Real Murcia C. F.            | 4-3  | C. F. Calvo Sotelo de Puertollano | 3-1 | 1-2    |             |             |
| Real Gijón                   | 8-7  | R. C. D. Español                  | 3-1 | 0-2    | 3-3         | 2-1         |
| R. C. Recreativo de Huelva   | 1-3  | C. Atlético de Bilbao             | 1-0 | 0-3    |             |             |
| Granada C. F.                | 1-2  | R. C. D. Coruña                   | 1-2 | 0-0    |             |             |
| Real Zaragoza C. D.          | 9-1  | Real Unión Club                   | 5-1 | 4-0    |             |             |
| Burgos C. F.                 | 2-3  | Córdoba C. F.                     | 1-0 | 1-3    |             |             |
| C. D. Baracaldo Altos Hornos | 5-6  | Levante U. D.                     | 3-1 | 2-5    |             |             |
| Valencia C. F.               | 2-0  | R. C. Celta de Vigo               | 1-0 | 1-0    |             |             |
| U. D. Las Palmas             | 3-2  | C. D. Tenerife                    | 2-0 | 0-2    | 0-0         | 1-0         |
| Real Betis Balompié          | 1-4  | Real Sociedad de F.               | 1-2 | 0-2    |             |             |

### Partidos
| Ida; 25 de abril de 1965 | Onteniente C. F. | 0:1 | C. Atlético de Madrid |  |  |

| Vuelta; 16 de mayo de 1965 | C. Atlético de Madrid | 5:1 (Global 6:1) | Onteniente C. F. |  |  |

| Ida; 25 de abril de 1965 | C. D. Mestalla | 2:1 | Real Madrid C. F. |  |  |

| Vuelta; 16 de mayo de 1965 | Real Madrid C. F. | 6:0 (Global 7:2) | C. D. Mestalla |  |  |

| Ida; 25 de abril de 1965 | R. C. D. Mallorca | 1:0 | Sevilla C. F. |  |  |

| Vuelta; 16 de mayo de 1965 | Sevilla C. F. | 0:2 (Global 0:3) | R. C. D. Mallorca |  |  |

| Ida; 25 de abril de 1965 | Real Santander S. D. | 1:4 | C. F. Barcelona |  |  |

| Vuelta; 16 de mayo de 1965 | C. F. Barcelona | 4:0 (Global 8:1) | Real Santander S. D. |  |  |

| Ida; 25 de abril de 1965 | Pontevedra C. F. | 0:0 | Elche C. F. |  |  |

| Vuelta; 16 de mayo de 1965 | Elche C. F. | 1:2 (Global 1:2) | Pontevedra C. F. |  |  |

| Ida; 25 de abril de 1965 | C. Atlético Osasuna | 3:1 | Real Oviedo C. F. |  |  |

| Vuelta; 16 de mayo de 1965 | Real Oviedo C. F. | 1:1 (Global 2:4) | C. Atlético Osasuna |  |  |

| Ida; 25 de abril de 1965 | Real Murcia C. F. | 3:1 | C. F. Calvo Sotelo de Puertollano |  |  |

| Vuelta; 16 de mayo de 1965 | C. F. Calvo Sotelo de Puertollano | 2:1 (Global 3:4) | Real Murcia C. F. |  |  |

| Ida; 25 de abril de 1965 | Real Gijón | 3:1 | R. C. D. Español |  |  |

| Vuelta; 16 de mayo de 1965 | R. C. D. Español | 2:0 | Real Gijón |  |  |

| Desempate; 18 de mayo de 1965 | Real Gijón | 3:3 | R. C. D. Español |  |  |

| 20 de mayo de 1965 | R. C. D. Español | 1:2 (Global 7:8) | Real Gijón |  |  |

| Ida; 25 de abril de 1965 | R. C. Recreativo de Huelva | 1:0 | C. Atlético de Bilbao |  |  |

| Vuelta; 16 de mayo de 1965 | C. Atlético de Bilbao | 3:0 (Global 3:1) | R. C. Recreativo de Huelva |  |  |

| Ida; 25 de abril de 1965 | Granada C. F. | 1:2 | R. C. D. Coruña |  |  |

| Vuelta; 16 de mayo de 1965 | R. C. D. Coruña | 0:0 (Global 2:1) | Granada C. F. |  |  |

| Ida; 25 de abril de 1965 | Real Zaragoza C. D. | 5:1 | Real Unión Club |  |  |

| Vuelta; 16 de mayo de 1965 | Real Unión Club | 0:4 (Global 1:9) | Real Zaragoza C. D. |  |  |

| Ida; 25 de abril de 1965 | Burgos C. F. | 1:0 | Córdoba C. F. |  |  |

| Vuelta; 16 de mayo de 1965 | Córdoba C. F. | 3:1 (Global 3:2) | Burgos C. F. |  |  |

| Ida; 25 de abril de 1965 | C. D. Baracaldo Altos Hornos | 3:1 | Levante U. D. |  |  |

| Vuelta; 16 de mayo de 1965 | Levante U. D. | 5:2 (Global 6:5) | C. D. Baracaldo Altos Hornos |  |  |

| Ida; 25 de abril de 1965 | Valencia C. F. | 1:0 | R. C. Celta de Vigo |  |  |

| Vuelta; 16 de mayo de 1965 | R. C. Celta de Vigo | 0:1 (Global 0:2) | Valencia C. F. |  |  |

| Ida; 25 de abril de 1965 | U. D. Las Palmas | 2:0 | C. D. Tenerife |  |  |

| Vuelta; 16 de mayo de 1965 | C. D. Tenerife | 2:0 | U. D. Las Palmas |  |  |

| Desempate; 19 de mayo de 1965 | U. D. Las Palmas | 0:0 | C. D. Tenerife |  |  |

| 20 de mayo de 1965 | C. D. Tenerife | 0:1 (Global 2:3) | U. D. Las Palmas |  |  |

| Ida; 25 de abril de 1965 | Real Betis Balompié | 1:2 | Real Sociedad de F. |  |  |

| Vuelta; 16 de mayo de 1965 | Real Sociedad de F. | 2:0 (Global 4:1) | Real Betis Balompié |  |  |

## Octavos de final

### Cuadro
| Equipo 1              | Agr. | Equipo 2              | Ida | Vuelta |
| --------------------- | ---- | --------------------- | --- | ------ |
| Valencia C. F.        | 2-1  | Córdoba C. F.         | 2-1 | 0-0    |
| Real Zaragoza C. D.   | 9-5  | Levante U. D.         | 7-2 | 2-3    |
| C. Atlético Osasuna   | 2-5  | Real Sociedad de F.   | 2-1 | 0-4    |
| R. C. D. Mallorca     | 0-2  | Pontevedra C. F.      | 0-0 | 0-2    |
| Real Madrid C. F.     | 1-4  | C. Atlético de Madrid | 1-0 | 0-4    |
| R. C. D. Coruña       | 1-2  | Real Gijón            | 0-2 | 1-0    |
| C. F. Barcelona       | 4-2  | Real Murcia C. F.     | 4-1 | 0-1    |
| C. Atlético de Bilbao | 4-3  | U. D. Las Palmas      | 2-2 | 2-1    |

### Partidos
| Ida; 22 de mayo de 1965 | Valencia C. F. | 2:1 | Córdoba C. F. |  |  |

| Vuelta; 30 de mayo de 1965 | Córdoba C. F. | 0:0 (Global 1:2) | Valencia C. F. |  |  |

| Ida; 23 de mayo de 1965 | Real Zaragoza C. D. | 7:2 | Levante U. D. |  |  |

| Vuelta; 30 de mayo de 1965 | Levante U. D. | 3:2 (Global 5:9) | Real Zaragoza C. D. |  |  |

| Ida; 23 de mayo de 1965 | C. Atlético Osasuna | 2:1 | Real Sociedad de F. |  |  |

| Vuelta; 30 de mayo de 1965 | Real Sociedad de F. | 4:0 (Global 5:2) | C. Atlético Osasuna |  |  |

| Ida; 23 de mayo de 1965 | R. C. D. Mallorca | 0:0 | Pontevedra C. F. |  |  |

| Vuelta; 30 de mayo de 1965 | Pontevedra C. F. | 2:0 (Global 2:0) | R. C. D. Mallorca |  |  |

| Ida; 23 de mayo de 1965 | Real Madrid C. F. | 1:0 | C. Atlético de Madrid |  |  |

| Vuelta; 30 de mayo de 1965 | C. Atlético de Madrid | 4:0 (Global 4:1) | Real Madrid C. F. |  |  |

| Ida; 23 de mayo de 1965 | R. C. D. Coruña | 0:2 | Real Gijón |  |  |

| Vuelta; 30 de mayo de 1965 | Real Gijón | 0:1 (Global 2:1) | R. C. D. Coruña |  |  |

| Ida; 23 de mayo de 1965 | C. F. Barcelona | 4:1 | Real Murcia C. F. |  |  |

| Vuelta; 30 de mayo de 1965 | Real Murcia C. F. | 1:0 (Global 2:4) | C. F. Barcelona |  |  |

| Ida; 23 de mayo de 1965 | C. Atlético de Bilbao | 2:2 | U. D. Las Palmas |  |  |

| Vuelta; 30 de mayo de 1965 | U. D. Las Palmas | 1:2 (Global 3:4) | C. Atlético de Bilbao |  |  |

## Cuartos de final

### Cuadro
| Equipo 1            | Agr. | Equipo 2              | Ida | Vuelta |
| ------------------- | ---- | --------------------- | --- | ------ |
| Pontevedra C. F.    | 0-4  | C. Atlético de Bilbao | 0-3 | 0-1    |
| Real Sociedad de F. | 3-2  | Real Gijón            | 3-2 | 0-0    |
| Valencia C. F.      | 0-3  | C. Atlético de Madrid | 0-1 | 0-2    |
| Real Zaragoza C. D. | 7-4  | C. F. Barcelona       | 6-4 | 1-0    |

### Partidos
| Ida; 06 de junio de 1965 | Pontevedra C. F. | 0:3 | C. Atlético de Bilbao |  |  |

| Vuelta; 13 de junio de 1965 | C. Atlético de Bilbao | 1:0 (Global 4:0) | Pontevedra C. F. |  |  |

| Ida; 06 de junio de 1965 | Real Sociedad de F. | 3:2 | Real Gijón |  |  |

| Vuelta; 13 de junio de 1965 | Real Gijón | 0:0 (Global 2:3) | Real Sociedad de F. |  |  |

| Ida; 06 de junio de 1965 | Valencia C. F. | 0:1 | C. Atlético de Madrid |  |  |

| Vuelta; 12 de junio de 1965 | C. Atlético de Madrid | 2:0 (Global 3:0) | Valencia C. F. |  |  |

| Ida; 06 de junio de 1965 | Real Zaragoza C. D. | 6:4 | C. F. Barcelona |  |  |

| Vuelta; 12 de junio de 1965 | C. F. Barcelona | 0:1 (Global 4:7) | Real Zaragoza C. D. |  |  |

## Semifinales

### Cuadro
| Equipo 1              | Agr. | Equipo 2              | Ida | Vuelta |
| --------------------- | ---- | --------------------- | --- | ------ |
| Real Zaragoza C. D.   | 7-2  | C. Atlético de Bilbao | 5-0 | 2-2    |
| C. Atlético de Madrid | 11-4 | Real Sociedad de F.   | 8-1 | 3-3    |

### Partidos
| Ida; 20 de junio de 1965 | Real Zaragoza C. D. | 5:0 | C. Atlético de Bilbao |  |  |

| Vuelta; 27 de junio de 1965 | C. Atlético de Bilbao | 2:2 (Global 2:7) | Real Zaragoza C. D. |  |  |

| Ida; 20 de junio de 1965 | C. Atlético de Madrid | 8:1 | Real Sociedad de F. |  |  |

| Vuelta; 27 de junio de 1965 | Real Sociedad de F. | 3:3 (Global 4:11) | C. Atlético de Madrid |  |  |

## Final

### Partidos
| 04 de julio de 1965 | C. Atlético de Madrid | 1:0 | Real Zaragoza C. D. | Estadio Santiago Bernabéu, Madrid |  |
|                     |                       |     |                     | Asistencia: 90.000 espectadores   |  |

|                                 |
| Campeón Club Atlético de Madrid |
| 3er título                      |